# 576i
576i là hệ video độ nét chuẩn ban đầu được sử dụng trong lĩnh vực phát sóng truyền hình ở hầu hết các quốc gia trên thế giới ở những nơi tần số thuận tiện cho phân phối điện ở 50 Hz. Do có mối liên kết khá chặt chẽ với hệ thống mã hóa màu sắc nên nó được gọi đơn giản là PAL hay PAL/SECAM khi so sánh với đối thủ mã hoá màu sắc là NTSC 480i 60 Hz (thường bắt gặp ở PAL-M). Trong các ứng dụng kĩ thuật số nó thường được gọi là "576i"; còn tương tự mặt đất gọi là "625 dòng", và tỉ lệ khung hình trong truyền dẫn tương tự thường là 4:3 và trong truyền dẫn kĩ thuật số là 16:9.